# Municipio de Current River (Arkansas)
El municipio de Current River (en inglés: Current River Township) es un municipio ubicado en el condado de Randolph en el estado estadounidense de Arkansas. En el año 2010 tenía una población de 469 habitantes y una densidad poblacional de 6,12 personas por km².

## Geografía
El municipio de Current River se encuentra ubicado en las coordenadas 36°17′54″N 90°50′14″O / 36.29833, -90.83722. Según la Oficina del Censo de los Estados Unidos, el municipio tiene una superficie total de 76.61 km², de la cual 74,96 km² corresponden a tierra firme y (2,14 %) 1,64 km² es agua.

## Demografía
Según el censo de 2010, había 469 personas residiendo en el municipio de Current River. La densidad de población era de 6,12 hab./km². De los 469 habitantes, el municipio de Current River estaba compuesto por el 96,59 % blancos, el 0,21 % eran afroamericanos, el 0,21 % eran isleños del Pacífico, el 0,64 % eran de otras razas y el 2,35 % eran de una mezcla de razas. Del total de la población el 2,35 % eran hispanos o latinos de cualquier raza.